# Archidiecezja Fort-de-France
Archidiecezja Fort-de-France (łac.: Archidioecesis Arcis Gallicae et S. Petri o Martinicensis, fr.: Archidiocèse de Fort-de-France et Saint-Pierre) – katolicka archidiecezja karaibska położona w południowej części tego amerykańskiego terytorium. Obejmuje swoim zasięgiem: Martynikę, departament zamorski Francji. Siedziba arcybiskupa znajduje się w katedrze św. Ludwika w Fort-de-France.

## Historia
Wraz z przejęciem Martyniki przez Francję rozpoczęła się na szeroką skalę chrystianizacja wyspy. W 1643 utworzono prefekturę apostolską Iles de la Terre Ferme. 27 września 1850 na mocy decyzji papieża Piusa IX została ona przekształcona w diecezję martynicką, a następnie 26 września 1967 w archidiecezję i metropolię, której podporządkowano diecezje w: Basse-Terre i Kajennie.

## Biskupi
- Biskup ordynariusz: abp David Macaire
- Biskup senior: abp Michel Méranville

## Główne świątynie
- Katedra św. Ludwika w Fort-de-France